# Natalia Lesz
Natalia Lesz, née à Varsovie le 27 juillet 1981, est une chanteuse pop polonaise.

## Discographie
Albums
- 2008 : Natalia Lesz
- 2011 : That Girl

Singles
- 2008
  - Fall
  - Power of Attraction
  - Miss You
- 2009
  - Coś za Coś (Something for something)
- 2012
  - Batumi